# Anthurium knappiae
Anthurium knappiae är en kallaväxtart som beskrevs av Thomas Bernard Croat. Anthurium knappiae ingår i släktet Anthurium och familjen kallaväxter. Inga underarter finns listade.